# Константиновка (Омская область)
Константиновка — деревня в Называевском районе Омской области. В составе Утинского сельского поселения.

## История
Основана в 1895 г. В 1928 г. посёлок Константиновка состоял из 155 хозяйств, основное население — русские. Центр Константиновского сельсовета Москаленского района Омского округа Сибирского края.

## Население
| 1926 | 2002 | 2010 |
| ---- | ---- | ---- |
| 909  | ↘283 | ↘215 |